# Concert-Tom
Concert-Toms oder Rock-Toms sind unten offene Hänge-Toms ohne Resonanzfell, instrumentenkundlich einfellige Zylindertrommeln. Auf der unteren Kesselseite werden im Unterschied zu anderen Tomtoms keine Spannböckchen und keine Spannreifen angebracht. Auch werden dort, anders als bei der oberen Seite, auf der das Schlagfell aufliegt, keine Gratungen vorgenommen. Die Folienbeschichtung schließt hier bündig mit den Kesselrändern ab.
Concert-Toms waren besonders in den 1970er Jahren bis Anfang der 1980er verbreitet und wurden von nahezu allen Herstellern gefertigt. Meist wurden sie bei größeren Schlagzeugen mit vielen Tomtoms eingesetzt. Es gab sie in den Größen 6" bis 16" in den Konfigurationen mit vier, sechs, oder acht Concert-Toms. Die Stand-Toms und Bass Drums verblieben dabei allerdings regelhaft mit Resonanzfellen versehen. Sehr verbreitet war es auch, Sets mit Concert-Toms, beispielsweise der Größen 8" und 10", zu ergänzen.
Vorteile beim Transport ergeben sich, da die Kessel durch die fehlenden Resonanzböckchen und Spannreifen besser ineinander stapelbar sind.
Heutzutage sind Concert-Toms kaum noch vorzufinden. Ein bekannter, Concert-Toms einsetzender Schlagzeuger ist Phil Collins. Trotzdem bieten auch heute noch einige große Schlagzeughersteller wie Yamaha Concert-Toms zum Kauf an.